# Mșana, Horodok
Mșana (în ucraineană Мшана) este o comună în raionul Horodok, regiunea Liov, Ucraina, formată numai din satul de reședință.

## Demografie
Componența lingvistică a comunei Mșana
     Ucraineană (99,75%)
     Alte limbi (0,18%)
Conform recensământului din 2001, majoritatea populației comunei Mșana era vorbitoare de ucraineană (99,75%), existând în minoritate și vorbitori de alte limbi.